# Manoel de Oliveira
Manoel Cândido Pinto de Oliveira GCSE • GCIH (Porto, Cedofeita, 11 de dezembro de 1908 – Porto, Foz, 2 de abril de 2015) foi um cineasta português. 

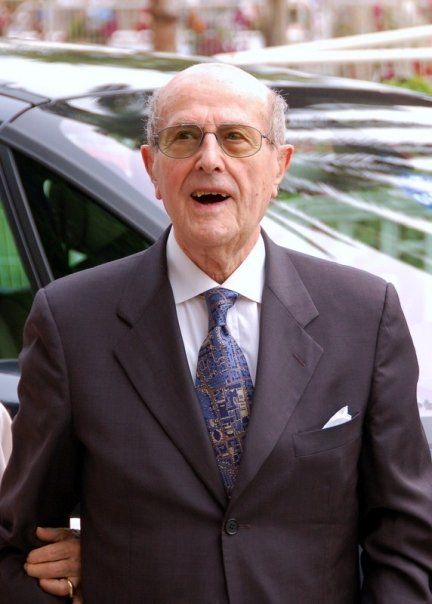
Manoel de Oliveira, 2001

## Biografia

### Infância
Manoel de Oliveira (pronúncia em português europeu mɐnuˈɛɫ doliˈvɐjɾɐ) nasceu numa grande casa com jardim na Rua 9 de Julho, freguesia de Cedofeita, no Porto, numa família burguesa do norte do país, com origens na pequena fidalguia rural. Filho de Francisco José de Oliveira (Mosteiro, Vieira do Minho, 29 de março de 1859 – ?), e de sua esposa, Cândida Ferreira Pinto (Santo Ildefonso, Porto, 13 de abril de 1875 – Porto, 2 de julho de 1947); os seus pais casaram-se na freguesia de Lordelo do Ouro, no Porto, a 2 de março de 1905. Tinha dois irmãos, que nasceram antes do casamento dos pais, e, portanto, considerados ilegítimos: Francisco José Pinto de Oliveira (Santo Ildefonso, Porto, 27 de maio de 1899 – Baltar, Paredes, 10 de maio de 1954) e Casimiro Pinto de Oliveira. Eram seus avós paternos Francisco José de Oliveira e Antónia Rosa Rebelo de Oliveira, que tiveram 14 filhos, maternos Claudino Ferreira Pinto e Margarida Rosa Soares de Oliveira Pinto.
Foi registado como Manoel, mas a revisão ortográfica da I República mudou-lhe a grafia do nome para Manuel. Voltou a assinar "Manoel" no final dos anos 70.
O pai era industrial, proprietário de uma fábrica de passamanarias (Francisco José Oliveira & Filhos, Lda.), situada na Rua 9 de Julho, junto à casa da família, na zona da Ramada Alta. Era um homem empreendedor: foi o primeiro fabricante de lâmpadas eléctricas em Portugal (Lâmpadas Hércules) e, na década de 1930, investiu num empreendimento hidroeléctrico — sobre o qual, aliás, o filho Manoel viria a dedicar um pequeno filme. Francisco de Oliveira deixou aos filhos ilegítimos[carece de fontes?] as empresas mais rentáveis, para os compensar, apesar de os ter legitimado com o subsequente matrimónio com a esposa, em 1905. Ganhou também uma medalha de ouro na Exposição de Bruxelas de 1907. Manoel era mais próximo do seu irmão Casimiro.

### Juventude
Depois de frequentar o Colégio Universal, no Porto, Manoel de Oliveira foi mandado para A Guarda, na Galiza, onde frequentou o colégio de jesuítas Nun'Álvares. Oliveira admitia ter sido sempre um mau estudante.
Foi atleta do Sport Club do Porto, um clube de elite, e, ademais, campeão nacional de salto com vara; piloto de automóveis e um apaixonado pela vida boémia. Também aprendeu números de circo, com o irmão Casimiro, que exibia em festas de beneficência.
No dizer de Jorge Leitão Ramos, crítico de cinema do Expresso, Oliveira terá sido, na sua juventude, «um menino rico do Porto, um "dandy" desocupado que se preocupava com as coisas do corpo e algumas do espírito».

### Carreira cinematográfica
Ainda jovem Oliveira começa a interessar-se pelo cinema, o que o leva a inscrever-se na escola de actores do cineasta italiano Rino Lupo, quando este se radicou no Porto. Tinha então 20 anos.
Em finais dos anos 1920 vê Berlim: sinfonia de uma cidade, documentário vanguardista de Walther Ruttmann, que o influencia profundamente. Tem então a ideia de rodar uma curta-metragem sobre a faina no Rio Douro, o seu primeiro filme. Douro, Faina Fluvial (1931), estreado em Lisboa, suscita a admiração da crítica estrangeira e o desagrado da nacional. Seria o primeiro documentário de muitos que abordariam, de um ponto de vista etnográfico, o tema da vida marítima da costa de Portugal, tal como Nazaré, Praia de Pescadores (1929) de Leitão de Barros (meio ficção meio documentário), Almadraba Atuneira (1961) de António Campos) ou Avieiros (1976) de Ricardo Costa.
Mantendo o gosto pela representação, participa como actor no segundo filme sonoro português, A Canção de Lisboa (1933), de Cottinelli Telmo. Diria mais tarde não se identificar com aquele estilo de cinema popular. Em 1942 aventura-se na ficção com a adaptação ao cinema do conto Os Meninos Milionários, de João Rodrigues de Freitas e filma Aniki-Bobó (1942), retrato de infância no ambiente cru e pobre da Ribeira do Porto. O filme é um fracasso comercial mas, com o tempo, dará que falar. Oliveira decide, talvez por isso, abandonar outros projetos, envolvendo-se em negócios da família. Só voltará a filmar 14 anos depois, ao rodar O Pintor e a Cidade (1956), em que filma a cores. A fim de adquirir os conhecimentos necessários para tal experiência, faz uma curta formação nos estúdios da Agfa-Gevaert AG na Alemanha de Leste.
Nas tertúlias do Café Diana, Póvoa de Varzim, começou a conviver com José Régio, Agustina Bessa-Luís, Luís Amaro de Oliveira, João Marques, Pacheco Neves e outros.
Em 1963 faz O Acto da Primavera (segunda docuficção portuguesa), filmando uma peça de teatro popular e iniciando nova fase do seu percurso. Com este filme, praticamente ao mesmo tempo que António Campos, envolve-se na prática da antropologia visual no cinema. Essa prática seria amplamente explorada por cineastas como João César Monteiro, na ficção, como António Reis, Ricardo Costa e Pedro Costa, no documentário. O Acto da Primavera e A Caça são obras marcantes na carreira de Manoel de Oliveira. O segundo filme, uma curta-metragem de ficção, é interrompido para conseguir fazer bem o primeiro, incursão no documentário, trabalhado com técnicas de encenação. Certo atrevimento vale-lhe a supressão de uma cena por parte da censura. Mais ainda: por causa de alguns diálogos inconvenientes fica dez dias nos calabouços da PIDE, onde conhece Urbano Tavares Rodrigues.
A obra cinematográfica de Manoel de Oliveira, até então interrompida por pausas e por projectos gorados, só a partir da O Passado e o Presente (1971) prosseguirá, sem quebras nem sobressaltos, por uns trinta anos, até para lá do final do século. A teatralidade imanente de O Acto da Primavera, contaminando esta sua segunda longa-metragem de ficção, afirmar-se-ia como estilo pessoal, como forma de expressão que Oliveira achou por bem explorar nos seus filmes seguintes, apoiado por reflexões teóricas de amigos e firmes convicções de conhecidos comentadores. A tetralogia dos amores frustrados seria por excelência o "campus" de toda essa longa experimentação. O palco seria o plateau, o espaço cénico onde o filme falado, em «indizíveis» tiradas, se tornaria a alma do espetáculo: o puro cinema submetido ao teatro, sua referência, sua origem, seu fundamento, tal como Oliveira o vê. Eram assim ditos os amores, ditos eram os seus motivos, e ditos ficaram os argumentos do invicto «Mestre» e de quem nisso viu toda a sua originalidade. Amores ditos e escritos, com muito palavreado, com muito peso: sem nenhuma emoção mas sempre com muito sentimento.
Em 1982, Manoel de Oliveira filmou Visita ou Memórias e Confissões, um documentário auto-biográfico. O cenário é a bela casa de estilo modernista onde viveu de 1940 a 1982, na Rua da Vilarinha, projectada pelo arquitecto José Porto, com interiores desenhados por Viana de Lima, e exteriores por Cassiano Branco. O filme só seria exibido depois da sua morte. Insistia em dizer que só realizava filmes pelo gozo de os fazer, indiferente às críticas mais negativas. Levava, entretanto, uma vida retirada, longe das luzes da ribalta.
Os seus actores preferidos, com quem manteve uma colaboração regular, eram Luís Miguel Cintra, Leonor Silveira, Diogo Dória, Isabel Ruth, Miguel Guilherme, Glória de Matos e, mais recentemente, o seu neto, Ricardo Trêpa. Não lhe eram de modo algum indiferentes actores estrangeiros como Catherine Deneuve, John Malkovich, Marcello Mastroianni, Michel Piccoli, Irene Papas, Chiara Mastroianni, Lima Duarte ou Marisa Paredes.
Em 2008 completou 100 anos de vida. Dotado de uma resistência e saúde física e mental notáveis, era frequentemente enaltecido, nas referências que lhe eram feitas, como «o mais velho realizador do mundo em actividade».
Deixou três projectos sem filmar: o longa-metragem A Igreja do Diabo que teria os actores Fernanda Montenegro e Lima Duarte no elenco, A Ronda da Noite, baseado em Agustina Bessa-Luís e um projeto sobre o papel das mulheres nas vindimas, que seria a sua próxima rodagem.

#### O teatro e o cinema
A obra de Manoel de Oliveira é marcada por duas tendências opostas presentes em toda a sua filmografia. Em todos os filmes que realizou antes de 1964, curtas e longas-metragens, incluindo Aniki-Bobó (1942) e A Caça (1964) predomina um estilo cinematográfico puro, sem diálogos ou monólogos palavrosos. O Acto da Primavera (1963) é o primeiro filme de Oliveira em que o teatro filmado se torna uma opção e um estilo. O Passado e o Presente (1972) será o segundo. Contradizendo-se na prática, é a propósito deste filme que ele se explica em teoria: enquanto arte cénica, o teatro é bem mais nobre e muitíssimo mais antigo que o cinema e é por isso que este se deve submeter à palavra.
A esta dualidade de Manoel de Oliveira não é estranha a sua educação religiosa. É católico por crença e convicção, mas de ortodoxo nada tem. A dúvida quanto ao corpo da fé, quanto a certos princípios da sua igreja, assola-o com frequência e isso tem reflexos profundos na sua obra. Essa dúvida é reproduzida no frequente filosofar de muitas das personagens dos seus filmes, em particular nos filmes mais falados, com encarnação de figuras do Evangelho e do ideário cristão, com inúmeras referências bíblicas.
Por muitos anos o teatro filmado, salvo raras excepções, será na obra de Manoel de Oliveira opção dominante, que se extrema com O Sapato de Cetim (1985). Na passagem da década de oitenta para noventa essa tendência atenua-se. Monólogos e diálogos são cantados em Os Canibais (1988), o teatro converte-se em ópera, a palavra deixa de ser crua para ser cantada. Pouco depois, o teatro surge em doses equilibradas com o cinema em A Divina Comédia (1991). Gradualmente e a partir de então o estilo cinematográfico volta a predominar na cinematografia de Oliveira com filmes mais leves e de menor duração. É de admitir a hipótese de tal se dever, por força das circunstâncias, à necessidade de fazer filmes num formato que não afaste o público, talvez também pela nostalgia dos primeiros filmes que fez.
O seu nome consta da lista de colaboradores da revista de cinema Movimento  (1933-1934) e também se encontra colaboração artística da sua autoria na Mocidade Portuguesa Feminina: boletim mensal (1939-1947).
Manoel de Oliveira era, à data da sua morte, o mais velho realizador do mundo em actividade e o mais velho de sempre com a mais longa carreira da história do cinema, com uns notáveis 88 anos ao seu serviço. É autor de trinta e duas longas-metragens.
Manoel de Oliveira faleceu a 2 de abril de 2015 às 11:30, vítima de paragem cardíaca. Considerado o realizador mais velho em actividade, foi o único que assistiu à passagem do mudo ao sonoro e da película ao digital. Disse o seguinte numa entrevista ao jornal Diário de Noticias: "Para mim é pior o sofrimento do que a morte. Pois a morte, é o fim da macacada". Conseguiu concretizar o seu último desejo: "continuar a fazer filmes até à morte". Era tratado por muitas pessoas como "O Mestre".

### Família
Manoel de Oliveira casou no Porto em 4 de dezembro de 1940 com Maria Isabel Brandão de Meneses de Almeida Carvalhais (Porto, 1 de setembro de 1918 – Porto, 11 de setembro de 2019). Dessa relação nasceram quatro filhos: Manuel Casimiro Brandão Carvalhais de Oliveira (Porto, Santo Ildefonso, 21 de Novembro de 1941), José Manuel Brandão Carvalhais de Oliveira (Porto, Santo Ildefonso, 4 de Junho de 1944), Isabel Maria Brandão Carvalhais de Oliveira (Porto, Santo Ildefonso, 29 de Junho de 1947), Adelaide Maria Brandão Carvalhais de Oliveira (Porto, Santo Ildefonso, 10 de Outubro de 1948), que casou com Jorge Manuel de Sousa Trêpa (Santo Tirso, 19 de Março de 1943). Teve também vários netos e bisnetos. Um dos netos é o actor Ricardo Trêpa (filho de Adelaide).

## Filmografia

### Longas-metragens
- 1942 - Aniki-Bobó
- 1963 - Acto da Primavera (docuficção)
- 1972 - O Passado e o Presente
- 1974 - Benilde ou a Virgem Mãe
- 1979 - Amor de Perdição
- 1981 - Francisca
- 1985 - Le Soulier de Satin
- 1986 - O Meu Caso
- 1988 - Os Canibais
- 1990 - Non, ou a Vã Glória de Mandar
- 1991 - A Divina Comédia
- 1992 - O Dia do Desespero
- 1993 - Vale Abraão
- 1994 - A Caixa
- 1995 - O Convento
- 1996 - Party
- 1997 - Viagem ao Princípio do Mundo
- 1998 - Inquietude
- 1999 - A Carta
- 2000 - Palavra e Utopia
- 2001 - Porto da Minha Infância
- 2001 - Vou para Casa
- 2002 - O Princípio da Incerteza
- 2003 - Um Filme Falado
- 2004 - O Quinto Império - Ontem Como Hoje
- 2005 - Espelho Mágico
- 2006 - Belle Toujours
- 2007 - Cristóvão Colombo – O Enigma
- 2009 - Singularidades de uma Rapariga Loura
- 2010 - O Estranho Caso de Angélica
- 2012 - A Igreja do Diabo
- 2012 - O Gebo e a Sombra

### Curtas e médias metragens
- 1931 - Douro, Faina Fluvial
- 1932 - Hulha Branca
- 1932 - Estátuas de Lisboa
- 1938 - Já se Fabricam Automóveis em Portugal
- 1938 - Miramar, Praia das Rosas
- 1941 - Famalicão (filme)
- 1956 - O Pintor e a Cidade
- 1964 - A Caça
- 1965 - As Pinturas do meu irmão Júlio (documentário)
- 1966 - O Pão (documentário)
- 1982 - Visita ou Memórias e Confissões
- 1983 - Lisboa Cultural
- 1983 - Nice - À propos de Jean Vigo
- 1985 - Simpósio Internacional de Escultura em Pedra - Porto
- 2007- Manoel de Oliveira - Rencontre unique
- 2010 - Painéis de São Vicente de Fora, Visão Poética
- 2011 - "Do Visível ao Invisível" em Mundo Invisível
- 2014 - O Velho do Restelo

### Outros filmes
- 1937 - Os Últimos Temporais: Cheias do Tejo (documentário)
- 1958 - O Coração (documentário, 1958)
- 1964 - Villa Verdinho: Uma Aldeia Transmontana (documentário)
- 1987 - Mon Cas (1987)
- 1987 - A Propósito da Bandeira Nacional (1987)
- 2002 - Momento (2002)
- 2005 - Do Visível ao Invisível (2005)
- 2006 - O Improvável não é Impossível (2006)
- 2011 - O Conquistador conquistado (2011), curta-metragem inspirado pela escolha de Guimarães como Capital Europeia da Cultura.

## Colaboradores recorrentes

### Frequentes membros de elenco
| Membros de elenco recorrentes (6 ou mais filmes) | Membros de elenco recorrentes (6 ou mais filmes) | Membros de elenco recorrentes (6 ou mais filmes) | Membros de elenco recorrentes (6 ou mais filmes) | Membros de elenco recorrentes (6 ou mais filmes) | Membros de elenco recorrentes (6 ou mais filmes) | Membros de elenco recorrentes (6 ou mais filmes) | Membros de elenco recorrentes (6 ou mais filmes) | Membros de elenco recorrentes (6 ou mais filmes) | Membros de elenco recorrentes (6 ou mais filmes) | Membros de elenco recorrentes (6 ou mais filmes) | Membros de elenco recorrentes (6 ou mais filmes) | Membros de elenco recorrentes (6 ou mais filmes) | Membros de elenco recorrentes (6 ou mais filmes) | Membros de elenco recorrentes (6 ou mais filmes) | Membros de elenco recorrentes (6 ou mais filmes) | Membros de elenco recorrentes (6 ou mais filmes) | Membros de elenco recorrentes (6 ou mais filmes) | Membros de elenco recorrentes (6 ou mais filmes) | Membros de elenco recorrentes (6 ou mais filmes) | Membros de elenco recorrentes (6 ou mais filmes) | Membros de elenco recorrentes (6 ou mais filmes) | Membros de elenco recorrentes (6 ou mais filmes) | Membros de elenco recorrentes (6 ou mais filmes) | Membros de elenco recorrentes (6 ou mais filmes) | Membros de elenco recorrentes (6 ou mais filmes) | Membros de elenco recorrentes (6 ou mais filmes) | Membros de elenco recorrentes (6 ou mais filmes) | Membros de elenco recorrentes (6 ou mais filmes) | Membros de elenco recorrentes (6 ou mais filmes) | Membros de elenco recorrentes (6 ou mais filmes) | Membros de elenco recorrentes (6 ou mais filmes) | Membros de elenco recorrentes (6 ou mais filmes) | Membros de elenco recorrentes (6 ou mais filmes) | Membros de elenco recorrentes (6 ou mais filmes) | Membros de elenco recorrentes (6 ou mais filmes) | Membros de elenco recorrentes (6 ou mais filmes) | Membros de elenco recorrentes (6 ou mais filmes) | Membros de elenco recorrentes (6 ou mais filmes) | Membros de elenco recorrentes (6 ou mais filmes) |
| Intérprete                                       | O Passado e o Presente (1972)                    | Benilde ou a Virgem Mãe (1975)                   | Amor de Perdição (1979)                          | Francisca (1981)                                 | Lisboa Cultural (1983)                           | O Sapato de Cetim (1985)                         | Simpósio Internacional de Escultura (...) (1985) | O Meu Caso (1987)                                | A Propósito da Bandeira Nacional (1987)          | Os Canibais (1988)                               | Non, ou a Vã Glória de Mandar (1990)             | A Divina Comédia (1991)                          | O Dia do Desespero (1992)                        | Vale Abraão (1993)                               | Visita ou Memórias e Confissões (1993)           | A Caixa (1994)                                   | O Convento (1995)                                | Party (1996)                                     | Viagem ao Princípio do Mundo (1997)              | Inquietude (1998)                                | A Carta (1999)                                   | Palavra e Utopia (2000)                          | Vou Para Casa (2001)                             | Porto da Minha Infância (2002)                   | O Princípio da Incerteza (2002)                  | Um Filme Falado (2003)                           | O Quinto Império: Ontem Como Hoje (2004)         | Espelho Mágico (2005)                            | Belle Toujours (2006)                            | Cristóvão Colombo: O Enigma (2007)               | Romance de Vila do Conde (2008)                  | O Estranho Caso de Angélica (2010)               | Singularidades de uma Rapariga Loira (2009)      | Painéis de São Vicente de Fora (2010)            | Do Visível ao Invisível (2012)                   | O Conquistador, Conquistado (2012)               | Gebo et l'Ombre (2012)                           | O Velho do Restelo (2014)                        | Total                                            |
| ------------------------------------------------ | ------------------------------------------------ | ------------------------------------------------ | ------------------------------------------------ | ------------------------------------------------ | ------------------------------------------------ | ------------------------------------------------ | ------------------------------------------------ | ------------------------------------------------ | ------------------------------------------------ | ------------------------------------------------ | ------------------------------------------------ | ------------------------------------------------ | ------------------------------------------------ | ------------------------------------------------ | ------------------------------------------------ | ------------------------------------------------ | ------------------------------------------------ | ------------------------------------------------ | ------------------------------------------------ | ------------------------------------------------ | ------------------------------------------------ | ------------------------------------------------ | ------------------------------------------------ | ------------------------------------------------ | ------------------------------------------------ | ------------------------------------------------ | ------------------------------------------------ | ------------------------------------------------ | ------------------------------------------------ | ------------------------------------------------ | ------------------------------------------------ | ------------------------------------------------ | ------------------------------------------------ | ------------------------------------------------ | ------------------------------------------------ | ------------------------------------------------ | ------------------------------------------------ | ------------------------------------------------ | ------------------------------------------------ |
| Adelaide Teixeira                                |                                                  |                                                  |                                                  |                                                  |                                                  |                                                  |                                                  |                                                  |                                                  |                                                  |                                                  |                                                  |                                                  |                                                  |                                                  |                                                  |                                                  |                                                  | Yes                                              | Yes                                              |                                                  |                                                  |                                                  |                                                  | Yes                                              |                                                  |                                                  | Yes                                              |                                                  | Yes                                              |                                                  | Yes                                              |                                                  |                                                  |                                                  |                                                  |                                                  |                                                  | 6                                                |
| António Reis                                     |                                                  |                                                  |                                                  |                                                  |                                                  |                                                  |                                                  |                                                  |                                                  |                                                  |                                                  |                                                  |                                                  | Yes                                              |                                                  |                                                  |                                                  |                                                  |                                                  | Yes                                              |                                                  | Yes                                              |                                                  |                                                  | Yes                                              |                                                  | Yes                                              |                                                  |                                                  | Yes                                              |                                                  | Yes                                              | Yes                                              |                                                  |                                                  |                                                  |                                                  |                                                  | 8                                                |
| David Cardoso                                    |                                                  |                                                  |                                                  |                                                  |                                                  |                                                  |                                                  |                                                  |                                                  |                                                  |                                                  |                                                  |                                                  | Yes                                              |                                                  |                                                  |                                                  |                                                  |                                                  | Yes                                              |                                                  |                                                  |                                                  | Yes                                              | Yes                                              | Yes                                              |                                                  | Yes                                              |                                                  |                                                  |                                                  |                                                  |                                                  |                                                  |                                                  |                                                  |                                                  |                                                  | 6                                                |
| Diogo Dória                                      |                                                  |                                                  |                                                  | Yes                                              | Yes                                              | Yes                                              | Yes                                              |                                                  |                                                  | Yes                                              | Yes                                              | Yes                                              | Yes                                              | Yes                                              | Yes                                              | Yes                                              |                                                  |                                                  | Yes                                              | Yes                                              |                                                  | Yes                                              |                                                  |                                                  | Yes                                              |                                                  |                                                  | Yes                                              |                                                  |                                                  |                                                  |                                                  | Yes                                              | Yes                                              |                                                  |                                                  |                                                  | Yes                                              | 19                                               |
| Glória de Matos                                  |                                                  | Yes                                              |                                                  | Yes                                              |                                                  |                                                  |                                                  |                                                  |                                                  | Yes                                              |                                                  |                                                  |                                                  | Yes                                              |                                                  |                                                  |                                                  |                                                  |                                                  |                                                  |                                                  |                                                  |                                                  |                                                  |                                                  |                                                  | Yes                                              | Yes                                              |                                                  |                                                  |                                                  |                                                  | Yes                                              |                                                  |                                                  |                                                  |                                                  |                                                  | 7                                                |
| Isabel Ruth                                      |                                                  |                                                  |                                                  |                                                  |                                                  |                                                  |                                                  |                                                  |                                                  |                                                  |                                                  |                                                  |                                                  | Yes                                              |                                                  | Yes                                              |                                                  |                                                  | Yes                                              | Yes                                              |                                                  |                                                  | Yes                                              |                                                  | Yes                                              |                                                  |                                                  | Yes                                              |                                                  |                                                  |                                                  | Yes                                              |                                                  |                                                  |                                                  |                                                  |                                                  |                                                  | 8                                                |
| João Bénard da Costa                             | Yes                                              |                                                  | Yes                                              | Yes                                              |                                                  | Yes                                              |                                                  |                                                  |                                                  |                                                  | Yes                                              |                                                  |                                                  |                                                  |                                                  | Yes                                              | Yes                                              |                                                  |                                                  |                                                  |                                                  | Yes                                              |                                                  | Yes                                              | Yes                                              |                                                  |                                                  | Yes                                              |                                                  |                                                  |                                                  |                                                  |                                                  |                                                  |                                                  |                                                  |                                                  |                                                  | 11                                               |
| José Manuel Mendes                               |                                                  |                                                  |                                                  |                                                  |                                                  | Yes                                              |                                                  |                                                  |                                                  | Yes                                              |                                                  |                                                  |                                                  |                                                  |                                                  |                                                  |                                                  |                                                  |                                                  |                                                  |                                                  | Yes                                              |                                                  |                                                  | Yes                                              |                                                  | Yes                                              |                                                  |                                                  |                                                  |                                                  | Yes                                              |                                                  |                                                  |                                                  |                                                  |                                                  |                                                  | 6                                                |
| José Wallenstein                                 |                                                  |                                                  |                                                  | Yes                                              |                                                  | Yes                                              |                                                  |                                                  |                                                  |                                                  |                                                  | Yes                                              |                                                  |                                                  |                                                  | Yes                                              |                                                  |                                                  |                                                  |                                                  |                                                  |                                                  |                                                  | Yes                                              |                                                  |                                                  | Yes                                              | Yes                                              |                                                  |                                                  |                                                  |                                                  |                                                  |                                                  |                                                  |                                                  |                                                  |                                                  | 7                                                |
| Júlia Buisel                                     |                                                  |                                                  |                                                  |                                                  |                                                  |                                                  |                                                  |                                                  |                                                  |                                                  |                                                  | Yes                                              |                                                  | Yes                                              |                                                  | Yes                                              |                                                  |                                                  |                                                  |                                                  |                                                  |                                                  |                                                  |                                                  | Yes                                              | Yes                                              |                                                  |                                                  | Yes                                              |                                                  |                                                  |                                                  | Yes                                              |                                                  |                                                  |                                                  |                                                  |                                                  | 7                                                |
| Leonor Baldaque                                  |                                                  |                                                  |                                                  |                                                  |                                                  |                                                  |                                                  |                                                  |                                                  |                                                  |                                                  |                                                  |                                                  |                                                  |                                                  |                                                  |                                                  |                                                  |                                                  | Yes                                              |                                                  |                                                  | Yes                                              | Yes                                              | Yes                                              |                                                  | Yes                                              | Yes                                              | Yes                                              | Yes                                              |                                                  |                                                  |                                                  |                                                  |                                                  |                                                  |                                                  |                                                  | 8                                                |
| Leonor Silveira                                  |                                                  |                                                  |                                                  |                                                  |                                                  |                                                  |                                                  |                                                  |                                                  | Yes                                              | Yes                                              | Yes                                              |                                                  | Yes                                              |                                                  |                                                  | Yes                                              | Yes                                              | Yes                                              | Yes                                              | Yes                                              | Yes                                              | Yes                                              | Yes                                              | Yes                                              | Yes                                              |                                                  | Yes                                              |                                                  | Yes                                              |                                                  | Yes                                              | Yes                                              |                                                  |                                                  |                                                  | Yes                                              |                                                  | 19                                               |
| Luís Lima Barreto                                |                                                  |                                                  |                                                  |                                                  | Yes                                              |                                                  |                                                  |                                                  |                                                  |                                                  |                                                  | Yes                                              |                                                  | Yes                                              |                                                  |                                                  |                                                  |                                                  |                                                  |                                                  |                                                  | Yes                                              |                                                  |                                                  |                                                  |                                                  | Yes                                              |                                                  |                                                  |                                                  |                                                  |                                                  | Yes                                              |                                                  |                                                  |                                                  |                                                  |                                                  | 6                                                |
| Luís Miguel Cintra                               |                                                  |                                                  |                                                  |                                                  | Yes                                              | Yes                                              |                                                  | Yes                                              | Yes                                              | Yes                                              | Yes                                              | Yes                                              | Yes                                              | Yes                                              |                                                  | Yes                                              | Yes                                              |                                                  |                                                  | Yes                                              | Yes                                              | Yes                                              |                                                  |                                                  | Yes                                              | Yes                                              | Yes                                              | Yes                                              |                                                  | Yes                                              | Yes                                              | Yes                                              | Yes                                              |                                                  |                                                  |                                                  | Yes                                              | Yes                                              | 24                                               |
| Manuela de Freitas                               | Yes                                              |                                                  | Yes                                              | Yes                                              | Yes                                              | Yes                                              |                                                  |                                                  | Yes                                              |                                                  |                                                  |                                                  |                                                  |                                                  |                                                  |                                                  |                                                  |                                                  |                                                  |                                                  |                                                  |                                                  |                                                  |                                                  |                                                  |                                                  |                                                  |                                                  |                                                  |                                                  |                                                  |                                                  |                                                  |                                                  |                                                  |                                                  |                                                  |                                                  | 6                                                |
| Miguel Guilherme                                 |                                                  |                                                  |                                                  |                                                  |                                                  |                                                  |                                                  |                                                  |                                                  |                                                  | Yes                                              | Yes                                              |                                                  | Yes                                              |                                                  | Yes                                              |                                                  |                                                  |                                                  |                                                  |                                                  | Yes                                              |                                                  |                                                  |                                                  |                                                  | Yes                                              |                                                  |                                                  |                                                  |                                                  |                                                  | Yes                                              |                                                  |                                                  |                                                  |                                                  |                                                  | 7                                                |
| Ricardo Trêpa                                    |                                                  |                                                  |                                                  |                                                  |                                                  |                                                  |                                                  |                                                  |                                                  |                                                  | Yes                                              |                                                  |                                                  | Yes                                              |                                                  |                                                  |                                                  | Yes                                              |                                                  | Yes                                              | Yes                                              | Yes                                              | Yes                                              | Yes                                              | Yes                                              | Yes                                              | Yes                                              | Yes                                              | Yes                                              | Yes                                              |                                                  | Yes                                              | Yes                                              | Yes                                              | Yes                                              | Yes                                              | Yes                                              | Yes                                              | 21                                               |
| Rogério Samora                                   |                                                  |                                                  |                                                  |                                                  |                                                  | Yes                                              |                                                  |                                                  |                                                  | Yes                                              |                                                  |                                                  |                                                  |                                                  |                                                  | Yes                                              |                                                  | Yes                                              |                                                  |                                                  |                                                  | Yes                                              |                                                  | Yes                                              |                                                  |                                                  | Yes                                              |                                                  |                                                  |                                                  |                                                  |                                                  | Yes                                              |                                                  |                                                  |                                                  |                                                  |                                                  | 8                                                |
| Rogério Vieira                                   |                                                  |                                                  |                                                  |                                                  |                                                  | Yes                                              |                                                  |                                                  |                                                  | Yes                                              |                                                  |                                                  |                                                  |                                                  |                                                  | Yes                                              |                                                  |                                                  |                                                  |                                                  |                                                  | Yes                                              |                                                  |                                                  |                                                  |                                                  |                                                  | Yes                                              |                                                  |                                                  |                                                  |                                                  | Yes                                              |                                                  |                                                  |                                                  |                                                  |                                                  | 6                                                |

### Frequentes membros de equipa técnica
| Membros de equipa técnica recorrentes (6 ou mais filmes) | Membros de equipa técnica recorrentes (6 ou mais filmes) | Membros de equipa técnica recorrentes (6 ou mais filmes) | Membros de equipa técnica recorrentes (6 ou mais filmes) | Membros de equipa técnica recorrentes (6 ou mais filmes) | Membros de equipa técnica recorrentes (6 ou mais filmes) | Membros de equipa técnica recorrentes (6 ou mais filmes) | Membros de equipa técnica recorrentes (6 ou mais filmes) | Membros de equipa técnica recorrentes (6 ou mais filmes) | Membros de equipa técnica recorrentes (6 ou mais filmes) | Membros de equipa técnica recorrentes (6 ou mais filmes) | Membros de equipa técnica recorrentes (6 ou mais filmes) | Membros de equipa técnica recorrentes (6 ou mais filmes) | Membros de equipa técnica recorrentes (6 ou mais filmes) | Membros de equipa técnica recorrentes (6 ou mais filmes) | Membros de equipa técnica recorrentes (6 ou mais filmes) | Membros de equipa técnica recorrentes (6 ou mais filmes) | Membros de equipa técnica recorrentes (6 ou mais filmes) | Membros de equipa técnica recorrentes (6 ou mais filmes) | Membros de equipa técnica recorrentes (6 ou mais filmes) | Membros de equipa técnica recorrentes (6 ou mais filmes) | Membros de equipa técnica recorrentes (6 ou mais filmes) | Membros de equipa técnica recorrentes (6 ou mais filmes) | Membros de equipa técnica recorrentes (6 ou mais filmes) | Membros de equipa técnica recorrentes (6 ou mais filmes) | Membros de equipa técnica recorrentes (6 ou mais filmes) | Membros de equipa técnica recorrentes (6 ou mais filmes) | Membros de equipa técnica recorrentes (6 ou mais filmes) | Membros de equipa técnica recorrentes (6 ou mais filmes) | Membros de equipa técnica recorrentes (6 ou mais filmes) | Membros de equipa técnica recorrentes (6 ou mais filmes) | Membros de equipa técnica recorrentes (6 ou mais filmes) | Membros de equipa técnica recorrentes (6 ou mais filmes) | Membros de equipa técnica recorrentes (6 ou mais filmes) | Membros de equipa técnica recorrentes (6 ou mais filmes) | Membros de equipa técnica recorrentes (6 ou mais filmes) | Membros de equipa técnica recorrentes (6 ou mais filmes) | Membros de equipa técnica recorrentes (6 ou mais filmes) | Membros de equipa técnica recorrentes (6 ou mais filmes) | Membros de equipa técnica recorrentes (6 ou mais filmes) | Membros de equipa técnica recorrentes (6 ou mais filmes) | Membros de equipa técnica recorrentes (6 ou mais filmes) | Membros de equipa técnica recorrentes (6 ou mais filmes) | Membros de equipa técnica recorrentes (6 ou mais filmes) | Membros de equipa técnica recorrentes (6 ou mais filmes) | Membros de equipa técnica recorrentes (6 ou mais filmes) | Membros de equipa técnica recorrentes (6 ou mais filmes) |
| Técnico                                                  | Douro, Faina Fluvial (1931)                              | Hulha Branca (1932)                                      | Já Se Fabricam Automóveis em Portugal (1938)             | Miramar, Praia das Rosas (1938)                          | Famalicão (1941)                                         | Aniki Bóbó (1942)                                        | O Passado e o Presente (1972)                            | Benilde ou a Virgem Mãe (1975)                           | Amor de Perdição (1979)                                  | Francisca (1981)                                         | Nice... À Propos de Jean Vigo (1983)                     | Lisboa Cultural (1983)                                   | O Sapato de Cetim (1985)                                 | Simpósio Internacional de Escultura (...) (1985)         | O Meu Caso (1987)                                        | A Propósito da Bandeira Nacional (1987)                  | Os Canibais (1988)                                       | Non, ou a Vã Glória de Mandar (1990)                     | A Divina Comédia (1991)                                  | O Dia do Desespero (1992)                                | Vale Abraão (1993)                                       | Visita ou Memórias e Confissões (1993)                   | A Caixa (1994)                                           | O Convento (1995)                                        | Party (1996)                                             | Viagem ao Princípio do Mundo (1997)                      | Inquietude (1998)                                        | A Carta (1999)                                           | Palavra e Utopia (2000)                                  | Vou Para Casa (2001)                                     | Porto da Minha Infância (2002)                           | O Princípio da Incerteza (2002)                          | Momento (2002)                                           | Um Filme Falado (2003)                                   | O Quinto Império: Ontem Como Hoje (2004)                 | Espelho Mágico (2005)                                    | Belle Toujours (2006)                                    | O Improvável não é Impossível (2006)                     | Cristóvão Colombo: O Enigma (2007)                       | O Estranho Caso de Angélica (2010)                       | Singularidades de uma Rapariga Loira (2009)              | Painéis de São Vicente de Fora (2010)                    | Gebo et l'Ombre (2012)                                   | O Velho do Restelo (2014)                                | Total                                                    |                                                          |
| -------------------------------------------------------- | -------------------------------------------------------- | -------------------------------------------------------- | -------------------------------------------------------- | -------------------------------------------------------- | -------------------------------------------------------- | -------------------------------------------------------- | -------------------------------------------------------- | -------------------------------------------------------- | -------------------------------------------------------- | -------------------------------------------------------- | -------------------------------------------------------- | -------------------------------------------------------- | -------------------------------------------------------- | -------------------------------------------------------- | -------------------------------------------------------- | -------------------------------------------------------- | -------------------------------------------------------- | -------------------------------------------------------- | -------------------------------------------------------- | -------------------------------------------------------- | -------------------------------------------------------- | -------------------------------------------------------- | -------------------------------------------------------- | -------------------------------------------------------- | -------------------------------------------------------- | -------------------------------------------------------- | -------------------------------------------------------- | -------------------------------------------------------- | -------------------------------------------------------- | -------------------------------------------------------- | -------------------------------------------------------- | -------------------------------------------------------- | -------------------------------------------------------- | -------------------------------------------------------- | -------------------------------------------------------- | -------------------------------------------------------- | -------------------------------------------------------- | -------------------------------------------------------- | -------------------------------------------------------- | -------------------------------------------------------- | -------------------------------------------------------- | -------------------------------------------------------- | -------------------------------------------------------- | -------------------------------------------------------- | -------------------------------------------------------- | -------------------------------------------------------- |
| Adelaide Maria Trêpa (Figurinos)                         |                                                          |                                                          |                                                          |                                                          |                                                          |                                                          |                                                          |                                                          |                                                          |                                                          |                                                          |                                                          |                                                          |                                                          |                                                          |                                                          |                                                          |                                                          |                                                          |                                                          |                                                          |                                                          |                                                          |                                                          |                                                          |                                                          |                                                          |                                                          |                                                          |                                                          |                                                          |                                                          |                                                          |                                                          |                                                          | Yes                                                      |                                                          |                                                          | Yes                                                      | Yes                                                      | Yes                                                      | Yes                                                      | Yes                                                      | Yes                                                      | 8                                                        |                                                          |
| António Mendes (Cinematografia)                          | Yes                                                      | Yes                                                      | Yes                                                      | Yes                                                      | Yes                                                      | Yes                                                      |                                                          |                                                          |                                                          |                                                          |                                                          |                                                          |                                                          |                                                          |                                                          |                                                          |                                                          |                                                          |                                                          |                                                          |                                                          |                                                          |                                                          |                                                          |                                                          |                                                          |                                                          |                                                          |                                                          |                                                          |                                                          |                                                          |                                                          |                                                          |                                                          |                                                          |                                                          |                                                          |                                                          |                                                          |                                                          |                                                          |                                                          |                                                          | 6                                                        |                                                          |
| Carlos Santos (Maquinista)                               |                                                          |                                                          |                                                          |                                                          |                                                          |                                                          |                                                          |                                                          |                                                          |                                                          |                                                          |                                                          |                                                          |                                                          |                                                          |                                                          | Yes                                                      |                                                          |                                                          |                                                          | Yes                                                      |                                                          |                                                          |                                                          |                                                          |                                                          | Yes                                                      | Yes                                                      | Yes                                                      |                                                          | Yes                                                      |                                                          |                                                          | Yes                                                      |                                                          |                                                          |                                                          |                                                          |                                                          | Yes                                                      |                                                          |                                                          |                                                          |                                                          | 8                                                        |                                                          |
| Catherine Krassovsky (Edição)                            |                                                          |                                                          |                                                          |                                                          |                                                          |                                                          |                                                          |                                                          |                                                          |                                                          |                                                          |                                                          |                                                          |                                                          |                                                          |                                                          |                                                          |                                                          |                                                          |                                                          |                                                          |                                                          | Yes                                                      | Yes                                                      | Yes                                                      |                                                          |                                                          |                                                          |                                                          |                                                          |                                                          | Yes                                                      |                                                          |                                                          |                                                          | Yes                                                      | Yes                                                      |                                                          |                                                          |                                                          | Yes                                                      |                                                          |                                                          |                                                          | 7                                                        |                                                          |
| Christian Marti (Design)                                 |                                                          |                                                          |                                                          |                                                          |                                                          |                                                          |                                                          |                                                          |                                                          |                                                          |                                                          |                                                          |                                                          |                                                          |                                                          |                                                          |                                                          |                                                          |                                                          |                                                          |                                                          |                                                          |                                                          |                                                          |                                                          |                                                          |                                                          |                                                          |                                                          |                                                          |                                                          |                                                          |                                                          |                                                          |                                                          |                                                          | Yes                                                      |                                                          | Yes                                                      | Yes                                                      | Yes                                                      |                                                          | Yes                                                      | Yes                                                      | 6                                                        |                                                          |
| Elso Roque (Cinematografia)                              |                                                          |                                                          |                                                          |                                                          |                                                          |                                                          |                                                          | Yes                                                      |                                                          | Yes                                                      |                                                          | Yes                                                      | Yes                                                      |                                                          |                                                          | Yes                                                      |                                                          | Yes                                                      |                                                          |                                                          |                                                          | Yes                                                      |                                                          |                                                          |                                                          |                                                          |                                                          |                                                          |                                                          |                                                          |                                                          |                                                          |                                                          |                                                          |                                                          |                                                          |                                                          |                                                          |                                                          |                                                          |                                                          |                                                          |                                                          |                                                          | 7                                                        |                                                          |
| Emmanuelle Fèvre (Caracterização)                        |                                                          |                                                          |                                                          |                                                          |                                                          |                                                          |                                                          |                                                          |                                                          |                                                          |                                                          |                                                          |                                                          |                                                          |                                                          |                                                          |                                                          |                                                          |                                                          |                                                          |                                                          |                                                          |                                                          |                                                          | Yes                                                      |                                                          | Yes                                                      | Yes                                                      | Yes                                                      | Yes                                                      | Yes                                                      |                                                          |                                                          |                                                          |                                                          | Yes                                                      | Yes                                                      |                                                          | Yes                                                      |                                                          |                                                          |                                                          |                                                          |                                                          | 9                                                        |                                                          |
| Francisco Oliveira (Cinematografia)                      |                                                          |                                                          |                                                          |                                                          |                                                          |                                                          |                                                          |                                                          |                                                          |                                                          |                                                          |                                                          |                                                          |                                                          |                                                          |                                                          |                                                          |                                                          |                                                          |                                                          |                                                          |                                                          |                                                          |                                                          |                                                          |                                                          |                                                          |                                                          |                                                          |                                                          |                                                          |                                                          | Yes                                                      |                                                          |                                                          | Yes                                                      | Yes                                                      | Yes                                                      |                                                          |                                                          | Yes                                                      | Yes                                                      | Yes                                                      |                                                          | 7                                                        |                                                          |
| Henri Maïkoff (Som)                                      |                                                          |                                                          |                                                          |                                                          |                                                          |                                                          |                                                          |                                                          |                                                          |                                                          |                                                          |                                                          |                                                          |                                                          |                                                          |                                                          |                                                          |                                                          |                                                          |                                                          | Yes                                                      |                                                          |                                                          |                                                          | Yes                                                      |                                                          |                                                          |                                                          | Yes                                                      | Yes                                                      |                                                          | Yes                                                      |                                                          |                                                          |                                                          | Yes                                                      | Yes                                                      | Yes                                                      | Yes                                                      | Yes                                                      | Yes                                                      | Yes                                                      | Yes                                                      | Yes                                                      | 14                                                       |                                                          |
| Isabel Branco (Direção de arte)                          |                                                          |                                                          |                                                          |                                                          |                                                          |                                                          |                                                          |                                                          |                                                          |                                                          |                                                          |                                                          |                                                          |                                                          |                                                          |                                                          |                                                          | Yes                                                      |                                                          |                                                          | Yes                                                      |                                                          | Yes                                                      | Yes                                                      | Yes                                                      |                                                          | Yes                                                      |                                                          | Yes                                                      | Yes                                                      |                                                          | Yes                                                      |                                                          | Yes                                                      | Yes                                                      |                                                          |                                                          |                                                          |                                                          |                                                          |                                                          |                                                          |                                                          |                                                          | 11                                                       |                                                          |
| Jacques Arhex (Produção)                                 |                                                          |                                                          |                                                          |                                                          |                                                          |                                                          |                                                          |                                                          |                                                          |                                                          |                                                          |                                                          |                                                          |                                                          |                                                          |                                                          |                                                          | Yes                                                      |                                                          |                                                          |                                                          |                                                          |                                                          | Yes                                                      |                                                          |                                                          |                                                          | Yes                                                      |                                                          |                                                          |                                                          |                                                          |                                                          |                                                          |                                                          |                                                          | Yes                                                      |                                                          | Yes                                                      | Yes                                                      | Yes                                                      |                                                          | Yes                                                      |                                                          | 8                                                        |                                                          |
| Jacques Parsi (Tradução)                                 |                                                          |                                                          |                                                          |                                                          |                                                          |                                                          |                                                          |                                                          |                                                          |                                                          |                                                          |                                                          | Yes                                                      |                                                          | Yes                                                      |                                                          |                                                          |                                                          |                                                          |                                                          |                                                          |                                                          | Yes                                                      | Yes                                                      | Yes                                                      | Yes                                                      |                                                          | Yes                                                      |                                                          | Yes                                                      |                                                          | Yes                                                      |                                                          |                                                          |                                                          |                                                          |                                                          |                                                          |                                                          |                                                          |                                                          |                                                          |                                                          |                                                          | 9                                                        |                                                          |
| Jean-François Auger (Mistura de som)                     |                                                          |                                                          |                                                          |                                                          |                                                          |                                                          |                                                          |                                                          |                                                          |                                                          |                                                          |                                                          |                                                          |                                                          |                                                          |                                                          |                                                          |                                                          |                                                          |                                                          |                                                          |                                                          | Yes                                                      | Yes                                                      | Yes                                                      | Yes                                                      | Yes                                                      | Yes                                                      |                                                          | Yes                                                      | Yes                                                      | Yes                                                      |                                                          |                                                          |                                                          |                                                          |                                                          |                                                          |                                                          |                                                          |                                                          |                                                          |                                                          |                                                          | 9                                                        |                                                          |
| Jean-Paul Mugel (Som)                                    |                                                          |                                                          |                                                          |                                                          |                                                          |                                                          |                                                          |                                                          |                                                          | Yes                                                      | Yes                                                      |                                                          |                                                          |                                                          |                                                          |                                                          |                                                          |                                                          |                                                          |                                                          |                                                          |                                                          | Yes                                                      | Yes                                                      |                                                          | Yes                                                      |                                                          | Yes                                                      |                                                          |                                                          |                                                          |                                                          |                                                          |                                                          |                                                          |                                                          |                                                          |                                                          |                                                          |                                                          |                                                          |                                                          |                                                          |                                                          | 6                                                        |                                                          |
| João Montalverne (Produção)                              |                                                          |                                                          |                                                          |                                                          |                                                          |                                                          |                                                          |                                                          |                                                          |                                                          |                                                          |                                                          |                                                          |                                                          |                                                          |                                                          |                                                          | Yes                                                      | Yes                                                      | Yes                                                      |                                                          |                                                          | Yes                                                      | Yes                                                      |                                                          |                                                          |                                                          |                                                          |                                                          |                                                          |                                                          |                                                          |                                                          |                                                          |                                                          |                                                          |                                                          |                                                          |                                                          | Yes                                                      | Yes                                                      |                                                          |                                                          |                                                          | 7                                                        |                                                          |
| João Paes (Compositor)                                   |                                                          |                                                          |                                                          |                                                          |                                                          |                                                          | Yes                                                      | Yes                                                      | Yes                                                      | Yes                                                      |                                                          |                                                          | Yes                                                      |                                                          | Yes                                                      |                                                          | Yes                                                      |                                                          |                                                          |                                                          |                                                          |                                                          |                                                          |                                                          |                                                          |                                                          |                                                          |                                                          |                                                          |                                                          |                                                          |                                                          |                                                          |                                                          |                                                          |                                                          |                                                          |                                                          |                                                          |                                                          |                                                          |                                                          |                                                          |                                                          | 7                                                        |                                                          |
| Joaquim Carvalho (Produção)                              |                                                          |                                                          |                                                          |                                                          |                                                          |                                                          |                                                          |                                                          |                                                          |                                                          |                                                          |                                                          |                                                          |                                                          |                                                          |                                                          |                                                          |                                                          |                                                          |                                                          |                                                          |                                                          |                                                          |                                                          | Yes                                                      |                                                          |                                                          |                                                          |                                                          |                                                          |                                                          | Yes                                                      |                                                          |                                                          |                                                          | Yes                                                      | Yes                                                      |                                                          |                                                          |                                                          |                                                          |                                                          | Yes                                                      | Yes                                                      | 6                                                        |                                                          |
| Joaquim Pinto (Som)                                      |                                                          |                                                          |                                                          |                                                          |                                                          |                                                          |                                                          |                                                          |                                                          |                                                          |                                                          | Yes                                                      | Yes                                                      |                                                          | Yes                                                      | Yes                                                      | Yes                                                      |                                                          |                                                          |                                                          |                                                          | Yes                                                      |                                                          |                                                          |                                                          |                                                          |                                                          |                                                          |                                                          |                                                          |                                                          |                                                          |                                                          |                                                          |                                                          |                                                          |                                                          |                                                          |                                                          |                                                          |                                                          |                                                          |                                                          |                                                          | 6                                                        |                                                          |
| José Maria Vaz da Silva (Assistente de realização)       |                                                          |                                                          |                                                          |                                                          |                                                          |                                                          |                                                          |                                                          |                                                          |                                                          |                                                          |                                                          |                                                          |                                                          |                                                          |                                                          |                                                          | Yes                                                      | Yes                                                      | Yes                                                      | Yes                                                      |                                                          |                                                          |                                                          | Yes                                                      | Yes                                                      | Yes                                                      | Yes                                                      | Yes                                                      | Yes                                                      | Yes                                                      | Yes                                                      |                                                          | Yes                                                      | Yes                                                      |                                                          |                                                          |                                                          |                                                          |                                                          |                                                          |                                                          |                                                          |                                                          | 14                                                       |                                                          |
| Júlia Buisel (Continuidade)                              |                                                          |                                                          |                                                          |                                                          |                                                          |                                                          |                                                          |                                                          |                                                          |                                                          |                                                          | Yes                                                      | Yes                                                      | Yes                                                      | Yes                                                      | Yes                                                      | Yes                                                      | Yes                                                      | Yes                                                      | Yes                                                      | Yes                                                      | Yes                                                      | Yes                                                      | Yes                                                      | Yes                                                      | Yes                                                      |                                                          |                                                          |                                                          | Yes                                                      | Yes                                                      | Yes                                                      |                                                          |                                                          | Yes                                                      | Yes                                                      | Yes                                                      | Yes                                                      | Yes                                                      |                                                          | Yes                                                      |                                                          | Yes                                                      | Yes                                                      | 26                                                       |                                                          |
| Maria Zé Branco (Direção de arte)                        |                                                          |                                                          |                                                          |                                                          |                                                          |                                                          |                                                          |                                                          |                                                          | Yes                                                      |                                                          |                                                          | Yes                                                      |                                                          | Yes                                                      |                                                          |                                                          | Yes                                                      | Yes                                                      | Yes                                                      | Yes                                                      |                                                          |                                                          | Yes                                                      | Yes                                                      | Yes                                                      |                                                          |                                                          |                                                          |                                                          |                                                          | Yes                                                      |                                                          | Yes                                                      | Yes                                                      |                                                          |                                                          |                                                          |                                                          |                                                          |                                                          |                                                          |                                                          |                                                          | 13                                                       |                                                          |
| Mário Barroso (Cinematografia)                           |                                                          |                                                          |                                                          |                                                          |                                                          |                                                          |                                                          |                                                          |                                                          |                                                          |                                                          |                                                          |                                                          |                                                          | Yes                                                      |                                                          | Yes                                                      |                                                          |                                                          | Yes                                                      | Yes                                                      |                                                          | Yes                                                      | Yes                                                      |                                                          |                                                          |                                                          |                                                          |                                                          |                                                          |                                                          |                                                          |                                                          |                                                          |                                                          |                                                          |                                                          |                                                          |                                                          |                                                          |                                                          |                                                          |                                                          |                                                          | 6                                                        |                                                          |
| Mário Castanheira (Eletricista)                          |                                                          |                                                          |                                                          |                                                          |                                                          |                                                          |                                                          |                                                          |                                                          |                                                          |                                                          |                                                          |                                                          |                                                          |                                                          |                                                          | Yes                                                      | Yes                                                      | Yes                                                      | Yes                                                      | Yes                                                      |                                                          | Yes                                                      |                                                          | Yes                                                      |                                                          |                                                          |                                                          |                                                          |                                                          |                                                          |                                                          |                                                          |                                                          |                                                          |                                                          |                                                          |                                                          |                                                          |                                                          |                                                          |                                                          |                                                          |                                                          | 7                                                        |                                                          |
| Paulo Branco (Produção)                                  |                                                          |                                                          |                                                          |                                                          |                                                          |                                                          |                                                          |                                                          | Yes                                                      | Yes                                                      |                                                          |                                                          | Yes                                                      |                                                          | Yes                                                      |                                                          | Yes                                                      | Yes                                                      | Yes                                                      | Yes                                                      | Yes                                                      |                                                          | Yes                                                      | Yes                                                      | Yes                                                      | Yes                                                      | Yes                                                      | Yes                                                      | Yes                                                      | Yes                                                      | Yes                                                      | Yes                                                      |                                                          | Yes                                                      | Yes                                                      |                                                          |                                                          |                                                          |                                                          |                                                          |                                                          |                                                          |                                                          |                                                          | 21                                                       |                                                          |
| Renato Berta (Cinematografia)                            |                                                          |                                                          |                                                          |                                                          |                                                          |                                                          |                                                          |                                                          |                                                          |                                                          |                                                          |                                                          |                                                          |                                                          |                                                          |                                                          |                                                          |                                                          |                                                          |                                                          |                                                          |                                                          |                                                          |                                                          | Yes                                                      | Yes                                                      | Yes                                                      |                                                          | Yes                                                      |                                                          |                                                          | Yes                                                      |                                                          |                                                          |                                                          | Yes                                                      |                                                          |                                                          |                                                          |                                                          |                                                          |                                                          | Yes                                                      | Yes                                                      | 8                                                        |                                                          |
| Sabine Lancelin (Cinematografia)                         |                                                          |                                                          |                                                          |                                                          |                                                          |                                                          |                                                          |                                                          |                                                          |                                                          |                                                          |                                                          |                                                          |                                                          |                                                          |                                                          |                                                          |                                                          |                                                          |                                                          |                                                          |                                                          |                                                          |                                                          |                                                          |                                                          |                                                          |                                                          |                                                          | Yes                                                      |                                                          |                                                          |                                                          |                                                          | Yes                                                      |                                                          | Yes                                                      |                                                          | Yes                                                      | Yes                                                      | Yes                                                      |                                                          |                                                          |                                                          | 6                                                        |                                                          |
| Valérie Loiseleux (Edição)                               |                                                          |                                                          |                                                          |                                                          |                                                          |                                                          |                                                          |                                                          |                                                          |                                                          |                                                          |                                                          |                                                          |                                                          |                                                          |                                                          |                                                          |                                                          | Yes                                                      | Yes                                                      | Yes                                                      |                                                          | Yes                                                      | Yes                                                      | Yes                                                      | Yes                                                      | Yes                                                      | Yes                                                      | Yes                                                      | Yes                                                      | Yes                                                      |                                                          |                                                          | Yes                                                      | Yes                                                      | Yes                                                      | Yes                                                      | Yes                                                      | Yes                                                      | Yes                                                      |                                                          | Yes                                                      | Yes                                                      | Yes                                                      | 22                                                       |                                                          |

## Outras atividades
Como actor
- 1928 - Fátima Milagrosa, de Rino Lupo
- 1933 - A Canção de Lisboa, de Cotinelli Telmo
- 1980 - Conversa Acabada, de João Botelho
- 1981 - Cinématon #102, de Gérard Courant
- 1994 - Lisbon Story, de Wim Wenders

Como supervisor
- 1966 - A Propósito da Inauguração de Uma Estátua - Porto 1100 Anos, de Artur Moura, Albino Baganha e António Lopes Fernandes.
- 1970 - Sever do Vouga… Uma Experiência, de Paulo Rocha
- 1997 - Viagem ao Princípio do Mundo

Como piloto de automóveis
- Uma Carreira que durou entre 1935 e 1938, "entre a serenidade absoluta e o arrojo sem par": Manoel de oliveira, piloto de automóveis

## Prémios e galardões

### Ordens honoríficas
- Comendador da Ordem Militar de Sant'Iago da Espada (9 de junho de 1980)[15]
- Comendador da Ordem do Mérito da República Italiana (1982)[16]
- Comendador da Ordem das Artes e das Letras de França (1983)[16]
- Grã-Cruz da Ordem Militar de Sant'Iago da Espada (29 de dezembro de 1988)[15]
- Grande-Oficial da Ordem Nacional do Mérito (França) (1997)[16]
- Grã-Cruz da Ordem do Infante D. Henrique (13 de dezembro de 2008)[15]

### Outros
- Doutor honoris causa pela Universidade do Porto / Faculdade de Arquitectura (1989).
- Foi professor honorário da Academia de Cinema de Skopje.
- Doutor honoris causa pela Universidade Nova de Lisboa (2001/2002).
- Prémio Europa David Mourão-Ferreira 2006 (categoria Mito), entregue pelo Centro Studi Lusofoni - Cátedra David Mourão Ferreira da Universidade de Bari e do Camões, Instituto da Cooperação e da Língua
- Prémio de Cultura Padre Manuel Antunes 2007, Palavra de D. Manuel Clemente durante o ato de entrega do Prémio a Manoel de Oliveira
- Recebeu em 2008 o Prémio Mundial do Humanismo
- Em 2008 Manoel de Oliveira recebeu o Doutoramento honoris causa pela Universidade do Algarve
- Em 2009 recebeu nos XIV Globos de Ouro, transmitido na SIC no dia 18 de Maio de 2009, um prémio de prestigio e de homenagem pelo trabalho que realizou, tendo já 100 anos de idade e sendo dos realizadores mais velhos do mundo.
- Em 2010 recebeu o Prémio da Igreja Católica «pelo seu "falar de Deus"»[17]
- Em 2011 recebeu o doutoramento honoris causa pela Universidade de Trás-os-Montes e Alto Douro.[18]
- Em 2013, recebeu a Medalha de Conhecimento e Mérito do Instituto Politécnico de Lisboa.[19]
- Lista de prémios no estrangeiro (em francês), Ciné-Ressources, BIFI, Cinemateca Francesa
- Em 2014, recebeu do presidente François Hollande, o título de Grande-Oficial da Ordem Nacional da Legião de Honra, atribuída pelo governo da França às personalidades influentes no cenário global ligadas ao país.[20]